# Mesoxaea tachytiformis
Mesoxaea tachytiformis är en biart som först beskrevs av Cameron 1901.  Mesoxaea tachytiformis ingår i släktet Mesoxaea och familjen grävbin. Inga underarter finns listade i Catalogue of Life.